# 綜合商社
| 商號     | 收益 （2021 财年） | 总资产 （2021 年 3 月） | 净资产 （2021 年 3 月） |
| -------- | ------------------ | ----------------------- | ----------------------- |
| 三菱     | 172.55             | 18,634.97               | 5,613.65                |
| 三井     | 391.5              | 11,806.3                | 3,817.7                 |
| 伊藤忠   | 401.43             | 11,178.43               | 3,316.28                |
| 住友商事 | -134.48            | 8,079.98                | 2,527.95                |
| 丸红     | 225.34             | 6,938.96                | 1,819.06                |
| 豐田通商 | 134.6              | 5,228                   | 1,469.6                 |
| 双日     | 60.82              | 2,230.29                | 579.12                  |

綜合商社（日语：総合商社，sōgō shōsha，或稱為綜合貿易公司）是從事各種產品和材料的貿易的日本公司。除了作為中介機構外，綜合商社還從事物流、工廠開發和其他服務，以及國際資源勘探。與其他國家的貿易公司通常專門從事某些類型的產品貿易不一樣，極其多樣化的業務線是日本綜合商社所獨有的業務模式。
綜合商社的結構為其在國際貿易中帶來了優勢。首先，他們在風險管理方面具有廣泛的能力，因為他們在許多市場進行貿易，在許多外幣中保持平衡，並可以為自己的營運產生自給自足的供求關係。此外，他們擁有大規模的內部市場信息系統，可以在追求新業務機會時實現規模經濟。他們龐大的規模也使他們能夠以低成本提供信貸、融資和出口服務等形式的資本。 三井物產首席執行官飯島彰己將綜合貿易公司描述為類似於私募股權基金等投資基金，但區別在於它們有能力利用從貿易業務中收集到的信息和人力資源在各行業中發現並實施商業機會。
綜合商社是日本薪水最高的雇主之一；在2011年，七家主要的綜合商社中有六家的平均薪水超過1000萬日元。 與金融機構一樣，由於其高薪水、穩定性和員工所能獲得的機會的多樣性，它們一直是日本頂尖大學畢業生最受歡迎的雇主之一，並且是日本最具競爭力的公司之一。

## 歷史背景
19世纪中期日本开放后，日本与外部世界的贸易最初由来自西方国家的外国商人和贸易商主导。随着日本的现代化，一些现有的被称为财阀的家族式企业集团（最引人注目的是三菱和三井）发展了自营贸易公司，以协调集团内各企业之间的生产、运输和融资。一些较小和较专业的日本公司，特别是在棉花供应行业，也在对外贸易的中介中发挥了更大的作用，最初是进口原棉，后来是出口成品。这些公司的特点是处理各种产品，针对不同地区进行贸易，为其贸易建立现代制度化的风险管理方法，并对国内工业经营进行大量投资。
第二次世界大战后，对外贸易被短暂中止，财阀被解散。三井和三菱的强大贸易部门分别被解散为一百多个小型企业。当贸易在1950年恢复时，第一批多元化的贸易公司出现了，因为关西地区的纺织品贸易商（最引人注目的是伊藤忠、丸红、东棉和日棉）和钢铁贸易商（最引人注目的是岩井和日商，它们后来合并为日商岩井）在新的业务领域进行多元化。三菱和三井财阀的残余势力也在20世纪50年代凝聚在一起，形成新的大规模贸易公司。綜合商社这个词在1955年左右开始使用，指的是这一系列公司，到1960年，这些公司已经凝聚成10个大型和高度多样化的公司：
- 安宅産業（1977年倒闭与伊藤忠合并）
- 伊藤忠商事
- 兼松[8]
- 丸红
- 三菱商事
- 三井物产
- 日本绵花（现双日）[9]
- 日商岩井（现双日）
- 住友商事
- 丰田通商株式会社

綜合商社成为战后「企业间组织」商业模式的核心组成部分，其中大型商业银行在每个主要的「企业间组织」中发挥核心作用，而綜合商社扮演着次要的核心角色，并随着时间的推移而逐渐减弱。
直到20世纪80年代，綜合商社的业务主要集中在支持日本制造商的国际交易，特别是在纺织和化工行业。从那时起，日本制造商在国际采购、销售和营销方面发挥了更直接的作用，而商社也将其业务重点转向金融、保险、运输、项目管理和房地产开发等服务，其中大部分业务是通过当地的子公司和关联公司在日本境外开展的。
20世纪90年代初，日本泡沫经济的崩溃导致了綜合商社之间的合并和重组浪潮，其总数减少到7个。
- 三菱
(东京丸之内)
- 三井
(东京大手町)
- 伊藤忠
(东京青山)
- 住友
(东京晴海)

## 其他国家的类似情况
综合商社由于日本特有的几个因素得到了发展。日本地理位置偏远，语言和文化独特，这些都增加了信息和谈判的成本。日本与外部世界隔绝了200多年，这意味着相对于欧洲来说，贸易必须在很短的时间内发展，而欧洲的网络可以在较长的时间内自然发展。日本也缺乏有效的资本市场来为公司提供资金，其工业基础主要由家庭工业企业组成，这些企业不能独立进行营销，与西方盛行的大公司形成鲜明对比。
韩国的财阀在20世纪70年代中期走的是类似的发展贸易公司道路。印度也存在类似的联合企业类型的组织，例如信实集团和塔塔集团。
美国在20世纪80年代初也试图模仿商业模式来促进出口，颁布了1982年的《出口贸易公司法》。
在对该法进行辩论时，三井物产是美国第六大出口商，综合商社约占日本进出口贸易额的一半。